# Montrond, Hautes-Alpes

Montrond este o comună în departamentul Hautes-Alpes, Franța. În 1 ianuarie 2022 avea o populație de 89 de locuitori.